# 網路行銷最佳化
網路行銷最佳化（Web Marketing Optimization，簡稱為WMO），意即根據不同的產業特性、以及行銷的最終對象及目標，來選用最合適族群“出沒”的網路媒介，分配不同的行銷預算。並且因紮實而有益的調整方式, 產生1+1>2的互相加乘的效果。
例如：為了達成SEO網站排前，針對了網頁內容的豐富度，關連性等進行了網頁的優化，因為網頁內容的豐富，吸引了更多的瀏覽者，網站的曝光度大幅提昇，也因網頁的品質好，也讓在網路關鍵字廣告的展現及費用上有更優異的表現。
網路行銷最佳化除了考量網路本身的成績之外，也根據投資報酬率計算來估算每個透過不同的網路行銷所引入的流量、訂單金額、會員數所支付的行銷費用，當成本越低，當然所獲取的利潤就越高，並且有彈性的根據不同的時機進行行銷方式及預算的調整，以達到在相同的預算成本之下，因為採用不同的行銷管道及預算比例，而使每個單位成本更低，以達到為企業調整出一個最好的行銷方案。